# Pierre Herlofson
Pierre-Nicolas Benjamin Herlofson (* 1877 in Paris; † 1969) war ein französischer Architekt.
Herlofson wurde als Sohn des norwegischen Holzkaufmanns Didrik Herlofson geboren, der es in Frankreich zu Wohlstand gebracht hatte.
Er erhielt seine Ausbildung an der École des Beaux-Arts de Paris. 1902 erhielt er den Prix Rouegvin.